# Lambrusco

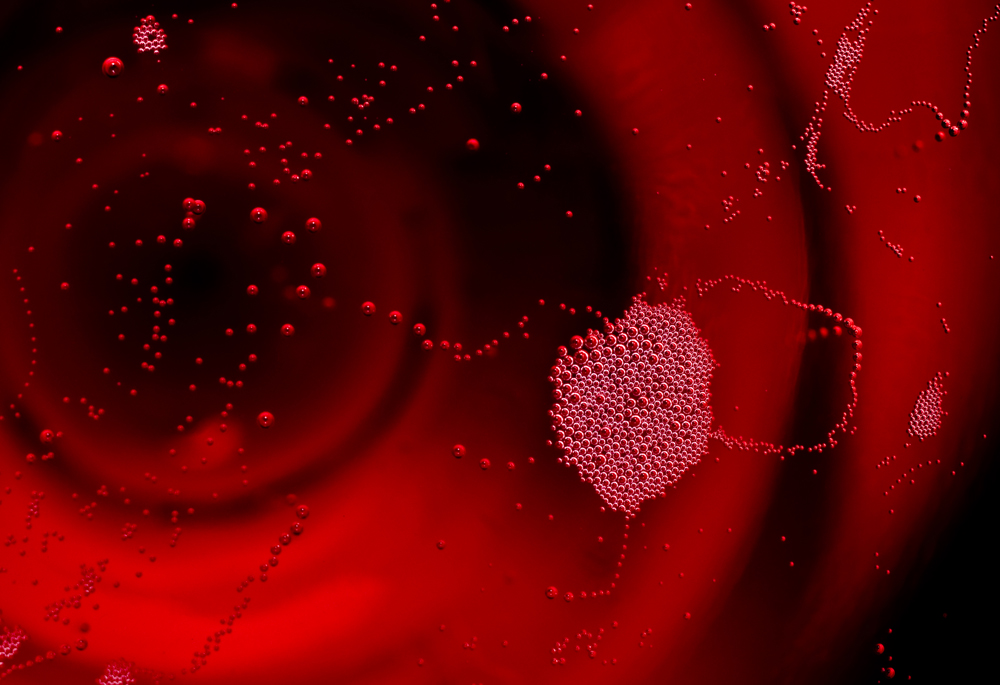
Le bollicine del Lambrusco

Il termine Lambrusco indica una serie di vitigni a bacca nera e il vino prodotto con questi. In Italia esistono diverse DOC e IGT specifiche per il lambrusco.
Le uve del lambrusco sono nere; coltivate maggiormente in Emilia-Romagna nelle province di Modena, Reggio Emilia e Parma e in Lombardia nella provincia di Mantova, vengono utilizzate per produrre vini frizzanti e spumanti, sia rossi che rosati, più raramente bianchi, destinati prevalentemente all'esportazione.
Il lambrusco è il vino rosso italiano più venduto in Italia ed esportato nel mondo: nel 2016 sono stati prodotti 400 milioni di bottiglie.

## Storia
Le testimonianze relative al lambrusco partono dall'origine stessa del nome. Il significato di pianta spontanea, selvatica può essere correlato con il rinvenimento di semi di vite silvestre (selvatica) proprio nelle zone di produzione attuale. Testimonianze dirette ci giungono dai latini, precisamente da Virgilio, nativo del mantovano, rinomata zona di produzione attuale, il quale parla dell'esistenza della vitis labrusca duemila anni fa, nella sua quinta bucolica. Anche altri scritti dell'epoca parlano di quel tipo di vite, come il "De agri cultura" di Catone, il "De re rustica" di Varrone e il "Naturalis Historia" in cui Plinio il Vecchio dice: "La vitis vinifera le cui foglie, come quelle della vite labrusca, diventano di colore sanguigno prima di cadere". Non sono certe le origini della coltivazione di questa vite; in un trattato di agricoltura del 1305 il bolognese Pietro de' Crescenzi suggerisce di prendere in considerazione la vite labrusca.
Nel 1567 Andrea Bacci, medico del papa Sisto V e botanico, afferma che "sulle colline di fronte alla città di Modena si coltivano lambrusche, uve rosse, che danno vini speziati, odorosi, spumeggianti per auree bollicine, qualora si versino nei bicchieri".
Nel 1700 si ebbe un'importante innovazione tecnica per la conservazione di questo vino frizzante: l'introduzione di una particolare bottiglia, denominata borgognona, caratterizzata da un vetro resistente e spesso, e del tappo di sughero tenuto fermo con uno spago, per evitare che saltasse a causa della pressione dell'anidride carbonica prodotta da rifermentazione degli zuccheri ancora presenti nel vino.
Nel 1867 Francesco Aggazzotti, prezioso descrittore anche dell'aceto balsamico, propone una prima suddivisione esauriente delle tre tipologie prevalenti dei vitigni coltivati: Il lambrusco della viola o di Sorbara, il lambrusco Salamino, il lambrusco dai graspi rossi, dai quali si ricaveranno tutti i vari tipi di lambrusco.
Nella prima metà del Novecento il lambrusco era un vino decisamente secco, e la sua schiuma, proprio come per lo champagne, era prodotta mediante una seconda fermentazione in bottiglia. Con l'avvento di nuove tecnologie nel campo vinicolo, in particolare con l'introduzione del metodo Charmat, la produzione aumentò notevolmente dai primi anni '60. Nel ventennio successivo ebbero una forte crescita le vendite all'estero, soprattutto negli Stati Uniti, dove il lambrusco arrivò a rappresentare circa il 50% dei vini italiani importati e venne promosso come una specie di Coca Cola italiana. 
Negli anni '90 la produzione ebbe una svolta dal punto di vista qualitativo, abbandonando la tendenza quantitativa. Si tentò di ritornare alle origini del lambrusco, più secco e consistente e meno dolce. Oggi la maggior parte dei lambruschi migliori non vengono ancora esportati, e quelli venduti sui mercati esteri non sono DOC e hanno solitamente una qualità mediocre.

## Etimologia
L'etimologia del nome è incerta, esistono tre principali ipotesi.
La prima vuole che il nome derivi da labrum (margine dei campi) e ruscum (pianta spontanea): la vite "la-brusca" sarebbe quella che cresce incolta ai margini dei campi.
La seconda attribuisce l'origine alla fusione dei termini labo (prendo) e ruscus (che punge il palato), da qui anche "brusco". Identifica, infatti, quella caratteristica tipica dei vini giovani, dalla contenuta acidità e tannicità, vivaci e gradevoli.
La terza, meno accreditata, vede l'origine del nome in una forma dialettale longobarda - "rusco" (cerco/prendo... le cose), e "Lambro", con riferimento alla valle del Lambro. 

## Ampelografia
Nel registro nazionale delle varietà di vite sono presenti tredici varietà di vitigno Lambrusco:
- Lambrusca di Alessandria
- Lambrusco a foglia frastagliata (anche noto come Enantio)
- Lambrusco Barghi
- Lambrusco Benetti
- Lambrusco del Pellegrino
- Lambrusco di Sorbara
- Lambrusco Grasparossa
- Lambrusco Maestri
- Lambrusco Marani
- Lambrusco Montericco
- Lambrusco Oliva
- Lambrusco Salamino
- Lambrusco Viadanese

## Varietà di vini

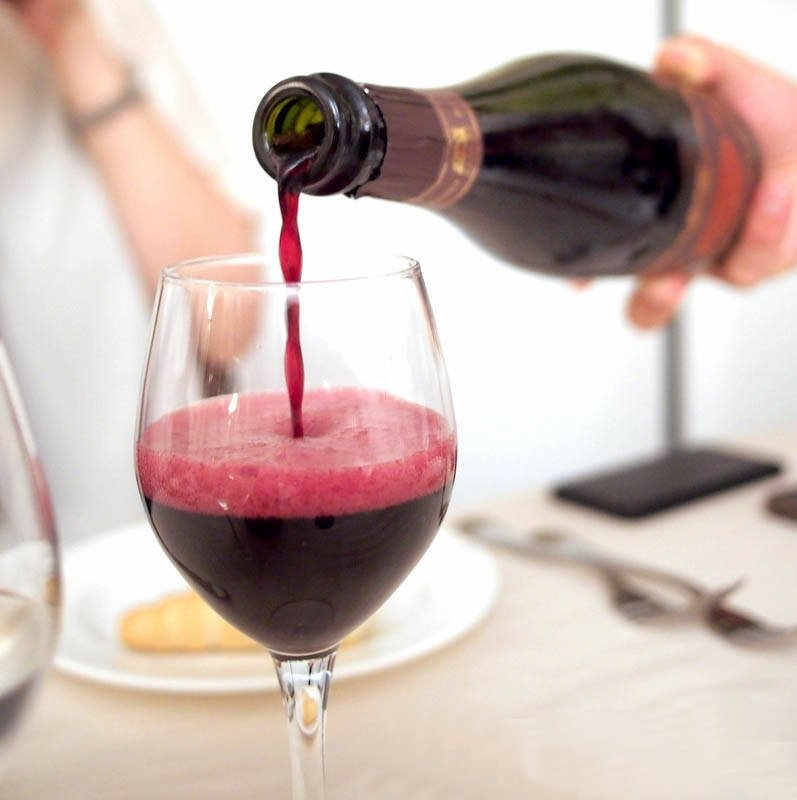
Un bicchiere di lambrusco

Esistono otto DOC che comprendono vari tipi di vino lambrusco:
- Lambrusco di Sorbara rosso, prodotto in provincia di Modena. È un vino leggero con aromi di fragole, lamponi e ciliegie.
- Lambrusco Grasparossa di Castelvetro rosso, fortemente aromatico, con una schiuma color ciliegia e aromi più ampi rispetto agli altri tipi di lambrusco.
- Lambrusco Mantovano, leggero e dall'aroma fruttato; può essere rosso o rosé ed è composto con diverse varietà di lambrusco. È l'unico prodotto al di fuori dell'Emilia nella sola provincia di Mantova in Lombardia.
- Colli di Scandiano e di Canossa
  - Colli di Scandiano e di Canossa Lambrusco
  - Colli di Scandiano e di Canossa Lambrusco Grasparossa
  - Colli di Scandiano e di Canossa Lambrusco Montericco
- Lambrusco Salamino di Santa Croce rosso; il nome trae origine dai grappoli che ricordano salami, ha un colore scuro con un'intensa schiuma viola e un corpo medio.
- Lambrusco Reggiano
- Modena DOC
- Colli di Parma DOC

## Caratteristiche
A seconda della varietà enologica, il vino può essere tagliato nella percentuale massima prevista dal rispettivo disciplinare di produzione con altri lambruschi o varietà di vitigni quali ancellotta, fogarina, fortana (conosciuta anche come uva d'oro) e malbo gentile.
Il lambrusco è o frizzante o spumante (in questo caso può essere secco, amabile, dolce). Sia la versione frizzante che spumante può essere anche rosé. Molto raro è il lambrusco fermo, a parte qualche sporadico caso, prodotto soprattutto a livello familiare: in pratica è lambrusco vinificato ma non passato poi in autoclave. Esiste anche qualche caso di lambrusco spumante metodo classico. Infine, qualcuno lo vinifica in bianco, ma la diffusione di questa versione è assai scarsa.

## Abbinamenti

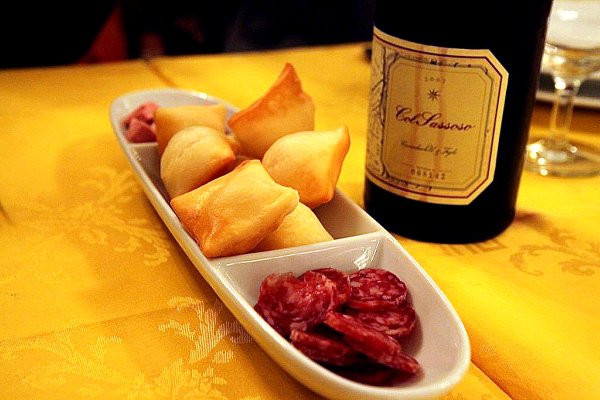
Gnocco fritto, salame e lambrusco

Il lambrusco si sposa con i prodotti della cucina emiliana, talvolta ricchi di grassi e aromi. Si abbina bene anche con cibi robusti come la carne suina, le salsicce e l'agnello; è ottimo da gustare con i formaggi tipici della zona: il parmigiano-reggiano ed il grana padano.
Viene utilizzato anche in cucina nella preparazione di piatti, specialmente tipici emiliani, come lo zampone e il cotechino, o primi piatti come il risotto al lambrusco e la pasta al lambrusco. Inoltre, si usa nella preparazione di cocktail, miscelato ad altri alcolici e frutta e servito come aperitivo; anche nei cocktail particolari come la "spuma di Lambaroni", vincitore del premio Barman Day del 2010 svoltosi al Lingotto a Torino nella rassegna dello "Slow food".
Si adopera nella vinoterapia per le sue proprietà di conservazione della pelle.

## Luoghi di produzione
I vini di lambrusco DOC si producono nel Modenese, nel Reggiano, nel Parmense e nel Mantovano:
- Colli di Scandiano e di Canossa Lambrusco Montericco rosato frizzante
- Lambrusco di Sorbara rosso
- Lambrusco di Sorbara rosato
- Lambrusco Grasparossa di Castelvetro
- Lambrusco Salamino di Santa Croce
- Lambrusco Reggiano
- Lambrusco Grasparossa Colli di Scandiano e Canossa
- Lambrusco Mantovano
- Colli di Parma Lambrusco[5]

Esistono i Lambruschi IGT (Indicazione Geografica Tipica):
- IGT della Provincia di Mantova
- IGT di Quistello
- IGT Emilia, da Piacenza fino a Forlì, Cesena e Ravenna

Infine, molto lambrusco è prodotto non a denominazione o indicazione (vino comune).